# Geschichte der Eisenbahn in Myanmar
Die Geschichte der Eisenbahn in Myanmar umfasst die Eisenbahngeschichte in der ehemaligen britischen Kolonie Burma (in deutschsprachigen Texten manchmal auch Birma) und deren staatsrechtlichen Nachfolgern bis hin zum heutigen Myanmar.

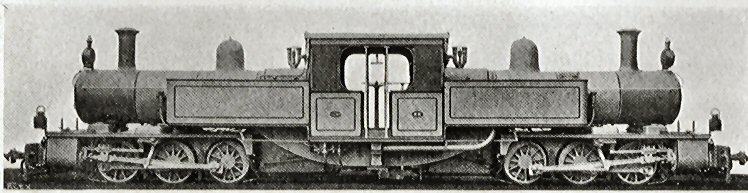
Vulcan Fairlie der Burma Railways Company

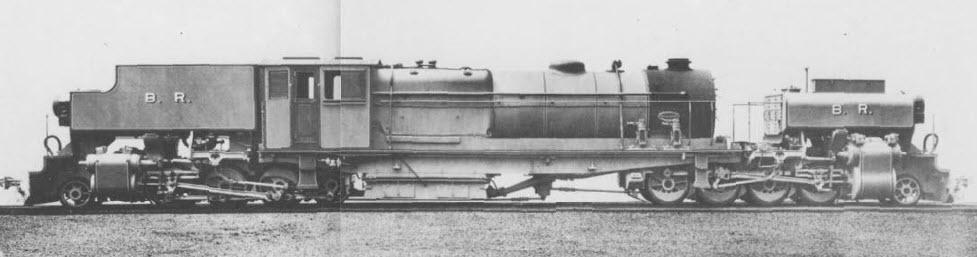
Garratt-Lokomotive der Baureihe GA II der Burma Railways

## Bezeichnungen
Bezeichnung und Schreibweise vieler Ortsnamen hat in Myanmar im Laufe der Zeit gewechselt. Zudem bestehen unterschiedliche Transkriptionen aus der burmesischen Schrift.
Die burmesische, später myanmarische Staatsbahn arbeitete unter folgenden Bezeichnungen:
- 1897 Burma Railways Company Ltd.[2][Anm. 1]
- 1929 Burma Railways (BR)
- 1948 Union of Burma Railways
- 1972 Burma Railways Corporation
- 1989 Myanma Railways (MR)

## Anfänge
Die Geschichte der Eisenbahn von Myanmar beginnt im letzten Viertel des 19. Jahrhunderts. Damals war Burma zweigeteilt: Die Küste und der Süden waren bereits eine britische Kolonie („Unterbirma“), die der Verwaltung von Britisch-Indien unterstand, während in der Mitte und dem Norden des Landes noch ein selbständiges Königreich bestand. Die traditionelle Weise des Transports in Burma basierte im Süden vor allem auf der Flussschifffahrt.
1869 wurde die Rangoon & Irrawaddy State Railway gegründet. In Britisch-Indien sollte zur damaligen Zeit zum einen eine „amtliche“ Spurweite für Eisenbahnen festgelegt werden, für die ein Bau in der indischen Breitspur von 5½ Fuß (oder 5 Fuß 6 Inch = 1676 mm) zu aufwändig war, die aber eine höhere Kapazität aufweisen sollte als die dort verbreiteten Schmalspuren von 2 oder 2½ Fuß. Die Verwaltung strebte als Mittel zwischen diesen Spurweiten 3 Fuß 3 Inches (991 mm) an. Das wurde schließlich in dem Bemühen, ganz Britisch-Indien auf das metrische System umzustellen, auf 1000 mm aufgerundet.

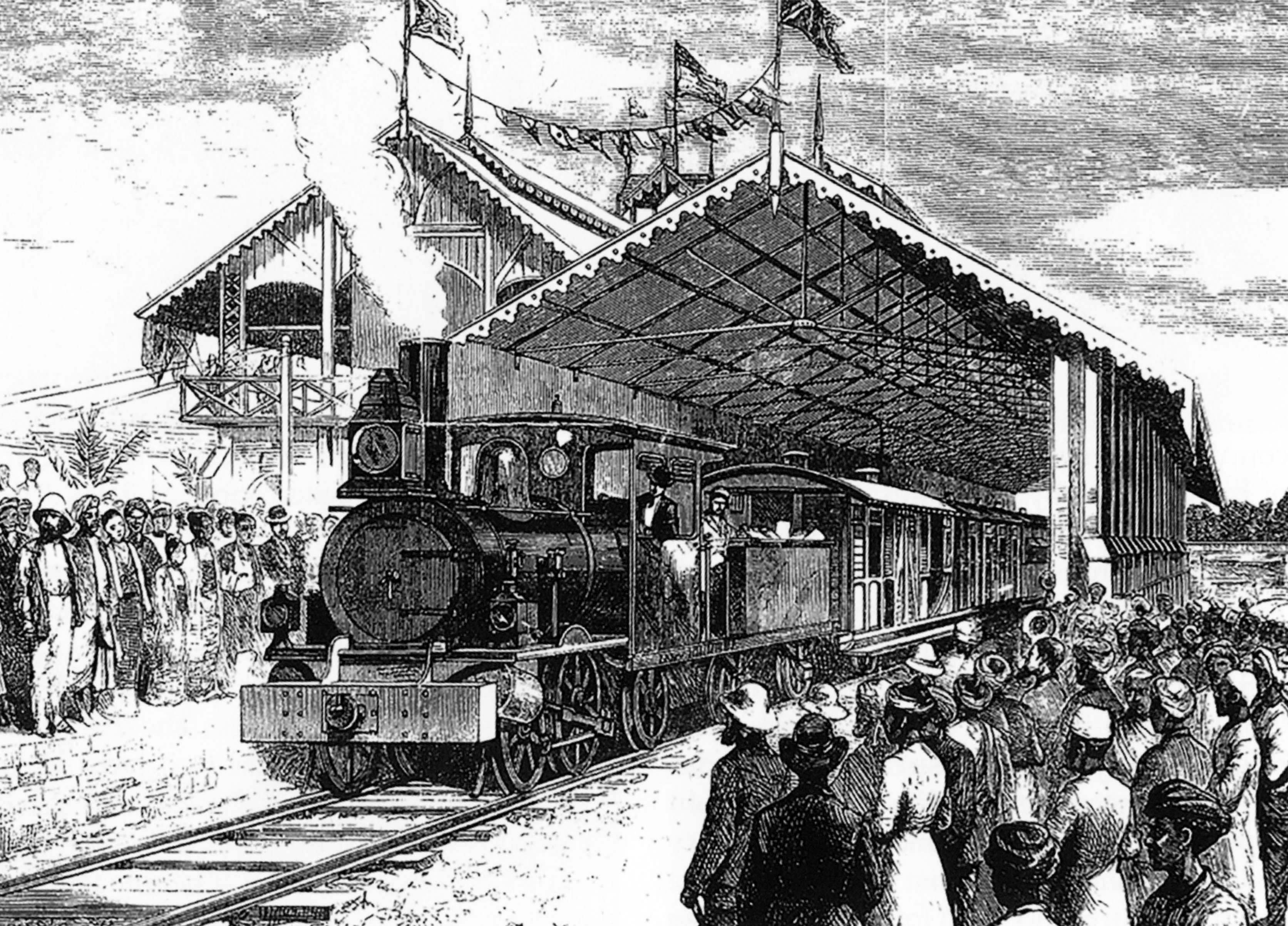
Eröffnungszug für die Strecke nach Prome im Bahnhof Rangun, 1877

Die erste Bahnstrecke in Myanmar wurde deshalb als Meterspurbahn durch die Rangoon & Irrawaddy State Railway ab 1874 gebaut. Die etwa 260 km lange Strecke, die Bahnstrecke Yangon–Pyay, verband Rangun (heute: Yangon) mit Prome (heute: Pyay). Die Stadt lag damals an der Grenze zum Königreich Burma. Die Strecke eröffnete am 1. Mai 1877. Als zweite Strecke entstand die heutige Bahnstrecke Yangon–Mandalay, deren erste Abschnitte bis zum Sommer 1885 in Betrieb gingen. Beide Strecken waren nicht zuletzt auch aus militärischen Gründen errichtet worden. Im November 1885 provozierten die Briten den Dritten Anglo-Burmesischen Krieg, eroberten das Königreich Burma und annektierten es. Daraufhin wurde die Strecke bis Mandalay verlängert, das im März 1889 erreicht wurde. Für den Bau und Betrieb dieser zweiten Strecke gründete die Kolonie eine zweite Bahngesellschaft, die Rangoon & Sittang Valley State Railway.

## Ausbau
Noch bevor die Bahnstrecke Yangon–Mandalay ihren Endpunkt erreichte, wurde eine dritte Staatsbahn gegründet, um eine Verlängerung in den Norden des Landes zu bauen. Die Mu Valley State Railway errichtete ab 1890 die Bahnstrecke Mandalay–Myitkyina, die südlich von Mandalay an der Bahnstrecke Yangon–Mandalay ihren Ausgang nahm und 547 Streckenkilometer umfasst. Durchgehender Verkehr war ab 1898 möglich.
1885 fusionierten die Rangoon & Irrawaddy State Railway und die Rangoon & Sittang Valley State Railway zu den Burma State Railways. 1897 verpachtete der Staat die Burma State Railways und die Mu Valley State Railway an die Burma Railways Company, die sich aber ebenfalls in Staatseigentum befand.
Es folgte der Bau weiterer Strecken, sodass zu Beginn des 20. Jahrhunderts ein Netz von fast 3200 km Länge entstanden war. An dieses schlossen sich weitere etwa 600 km Anschluss- und Erschließungsbahnen von Industrie-, Landwirtschafts- und Forstbetrieben an.
In der Konkurrenz der Kolonialmächte Großbritannien und Frankreich um eine Bahnstrecke aus dem südostasiatischen Raum nach China strebte Großbritannien die Verlängerung der burmesischen Bahn in diese Richtung an. Während Frankreich mit der Yunnan-Bahn ein solches Projekt von Vietnam aus gelang, blieb das britische Projekt angesichts der schwierigen Topografie und der dadurch entstehenden Kosten in Lashio stecken.
Diese Phase des Ausbaus endete mit dem Ersten Weltkrieg und den folgenden Wirtschaftskrisen. Im Streckennetz folgten nur noch kleinere Ergänzungen. Ende 1928 lief der Pachtvertrag zwischen dem Staat und der Burma Railways Company aus, so dass diese zum 1. Januar 1929 an den Indian Railway Board überging. Als politische Konzession an aufkommende Unabhängigkeitsbestrebungen machte die britische Kolonialmacht 1937 einige kosmetische Zugeständnisse. Eine davon war, dass Burma einen eigenen Burma Railway Board erhielt.
Am Vorabend des Zweiten Weltkriegs betrieben die Burma Railways 3312 km Strecken, wovon 331 km zweigleisig waren. Das Netz umfasste 4773 Brücken, 10 Tunnel und alle Hauptstrecken waren mit automatischem Streckenblock ausgestattet. Die zulässige Höchstgeschwindigkeit betrug 72 km/h. Es gab fast 22.000 Eisenbahner. Die Eisenbahn von Burma gehörte damit zu den modernsten in allen britischen Kolonien.

## Zweiter Weltkrieg
In der Anfangsphase des Zweiten Weltkriegs wurden große Mengen von Gütern aus den USA und dem britischen Weltreich von der burmesischen Eisenbahn zu deren Betriebsspitze nach Lashio gefahren und von dort über die Straße weiter an deren chinesischen Verbündeten, die Kuomintang unter General Chiang Kai-shek, geliefert.
Der japanische Angriff auf Burma begann im Januar 1942. Die kriegerischen Auseinandersetzungen hatten erhebliche Schäden, auch an Eisenbahnanlagen und -fahrzeugen, zur Folge. Zunächst zerstörte das sich vor den Japanern zurückziehende britische Militär die Eisenbahnanlagen. Die Japaner reparierten das, soweit sie konnten und benötigten, und ergänzten es sogar. Die berüchtigtste dieser Ergänzungen war die Thailand-Burma-Eisenbahn („Eisenbahn des Todes“), die von 200.000 asiatischen Zwangsarbeitern und 60.000 alliierten Kriegsgefangenen errichtet wurde. Diese seitens Japans betriebene burmesische Eisenbahn wurde von den Alliierten angegriffen, beschädigt und vielfach zerstört. Bei der Vertreibung der Japaner aus Burma zerstörten diese nun ihrerseits die zurückgelassenen Eisenbahnanlagen. Am Ende des Krieges waren 200 Brücken zerstört und nur noch 1085 km Strecke in vier Inselbetrieben befahrbar. Der überwiegende Teil der Fahrzeuge war zerstört.

## Unabhängigkeit
Angesichts der wirtschaftlichen Notlage nach dem Zweiten Weltkrieg war der Wiederaufbau der Eisenbahn mühsam, zeitaufwändig und langsam. Er zog sich über 25 Jahre hin. Inzwischen war Burma am 4. Januar 1948 unabhängig geworden, die innenpolitischen Verhältnisse blieben aber instabil. Aufständische blockierten Strecken und Züge konnten nur noch tagsüber verkehren. 1958 übernahm das Militär die Macht, was die politische Lage in den folgenden Jahren auch nicht stabilisierte. 1962 erklärte das Militär den „Burmesischen Weg zum Sozialismus“ zur Staatsdoktrin, was die wirtschaftliche Lage auch nicht besserte.
1950 waren wieder 2876 km Strecke in Betrieb, 1960 waren es 3021 km. 1947 bis 1954 erhielt der Hauptbahnhof von Rangun (Yangon) ein neues Empfangsgebäude, 1959 ging die Ringbahn Ragun in Betrieb. In den folgenden drei Jahrzehnten herrschte aber weitestgehend Stillstand und die Länge des Netzes verblieb in einer Größenordnung, die es auch schon nach dem Ersten Weltkrieg hatte.
Nach langer Stagnation startete eine neue Regierung um 1990 ein umfassendes Neubauprogramm für Bahnstrecken, dass den Netzumfang innerhalb von 25 Jahren auf mehr als 6000 km verdoppelte. Dem folgte allerdings 2015 / 2016 die Schließung von 16 Strecken, die als „unrentabel“ eingestuft wurden und zum Teil damals bei heftigen Regenfällen beschädigt worden waren.